# Sine qua non
La condition sine qua non (prononcé comme « ciné quoi nonne » /si.ne.kwa.nɔn/, mot à mot : « sans quoi non ») ou conditio sine qua non (« la condition nécessaire ») était à l'origine un terme juridique latin signifiant « sans laquelle cela ne pourrait pas être ». 
Dans plusieurs langues, telles l'italien, le français, le portugais, l'espagnol et l'anglais, l'expression est utilisée dans tous les domaines, incluant le droit et l'économie.
À titres d'exemples :
- le surnaturel est une condition sine qua non du fantastique ;
- l'existence d'un dommage est la condition sine qua non de l'engagement de la responsabilité civile délictuelle ;
- la condition sine qua non d’une gestion des risques est l’attribution de la responsabilité à tous intervenants.